# Antoine Nicolas Duchesne

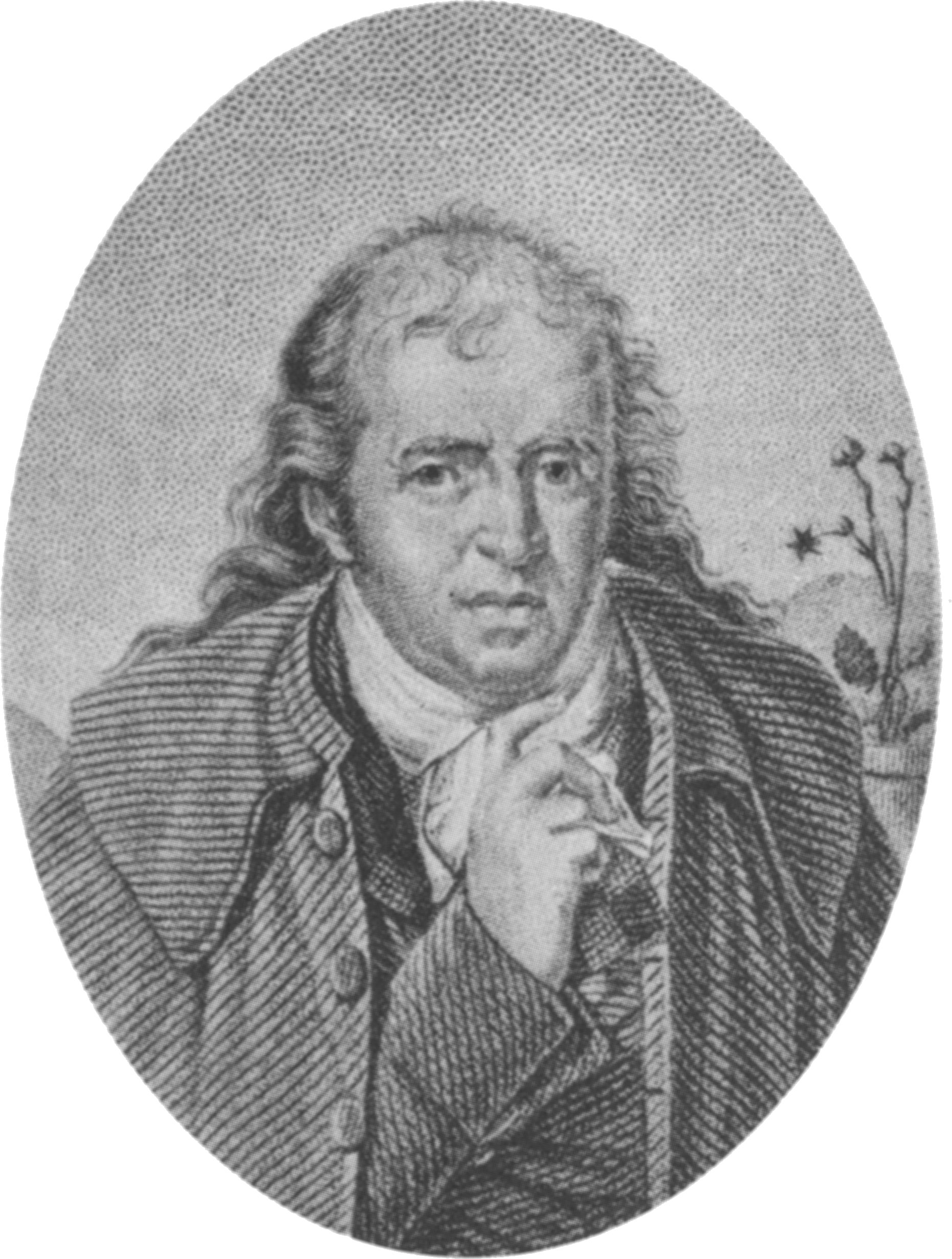
Antoine Nicolas Duchesne

Antoine Nicolas Duchesne (* 7. Oktober 1747 in Versailles; † 18. Februar 1827 in Paris) war ein französischer Botaniker. Sein offizielles botanisches Autorenkürzel lautet „Duch.“.
Sein besonderes Interesse galt zuerst den Erdbeeren später den Kürbissen. Duchesne arbeitete unter anderem in den Parkanlagen von Schloss Versailles, wo er im botanischen Garten von Petit Trianon mit den Jahren eine bedeutende Sammlung von Erdbeeren zusammenstellen konnte; 1766 veröffentlichte er die „Naturgeschichte der Erdbeeren“.
In den Jahren 1769 bis 1774 beschäftigte er sich intensiv mit Kürbissen, vor allem mit Gartenkürbissen (Cucurbita pepo); er stellte fest, dass es mindestens drei Arten gab. So benannte er zuerst die Arten Cucurbita moschata (Duft- oder Aroma-Kürbis) und Cucurbita maxima (Riesen-Kürbis) korrekt, weshalb an beide Artnamen sein Autorenkürzel „Duch.“ angehängt wird.

## Ehrentaxon
Ihm zu Ehren wurde die Gattung Duchesnea Sm. der Pflanzenfamilie der Rosengewächse (Rosaceae) benannt (wurde in Potentilla integriert).

## Werke
- Manuel de botanique, contenant les propriétés des plantes utiles, 1764
- Histoire naturelle des fraisiers contenant les vues d'économie réunies à la botanique et suivie de remarques particulières sur plusieurs points qui ont rapport à l'histoire naturelle générale, Didot jeune, Paris 1766
- Le Jardinier prévoyant, contenant par forme de tableau, le rapport des opérations journalières avec le temps des récoltes successives qu'elles préparent (11 Bände), Didot jeune, Paris 1770–1781
- Sur la formation des jardins, Dorez, Paris 1775.
- Encyclopédie méthodique. Botanique. Tome premier, Paris, 1786 (Eintrag über „Courge, Cucurbita“, S. 148–159)
- Encyclopédie méthodique. Agriculture. Tome trosieme, Paris, 1793 (Eintrag über „Courge, Cucurbita“, S. 606–614)